# Escudo de Cullera

Escudo oficial de Cullera

El escudo oficial de Cullera exhibe el siguiente blasonamiento:
En orla, un losange de oro y cuatro palos de gules, al timbre una corona de Aragón y por cumbre un querubín.

## Historia
Se adoptó por Resolución del 29 de agosto de 1986, de la Consejería de Administración Pública. Publicado en el DOGV núm. 435, del 1 de octubre de 1986.
Tradicionalmente, Cullera ha tenido como escudo las armes del Reino de Valencia, en recuerdo de su condición como villa real con representación a las Cortes. El querubín es también un elemento distintivo usado históricamente.